# Kuddusi Özdemir
Kuddusi S. Özdemir (ur. w 1956) – turecki zapaśnik walczący w stylu wolnym. Olimpijczyk z Montrealu 1976, gdzie odpadł w eliminacjach w kategorii do 48 kg.
Zajął siódme miejsce na mistrzostwach Europy w 1984. Trzeci na ME młodzieży w 1976 roku.